# 安布鲁瓦兹·托马
夏尔·路易·安布鲁瓦兹·托马（法語： Charles Louis Ambroise Thomas，1811年8月5日—1896年2月12日），19世纪法国作曲家，1832年曾获得罗马最高奖（Grand Prix de Rome），1840年起开始了歌剧的创作。

## 作品

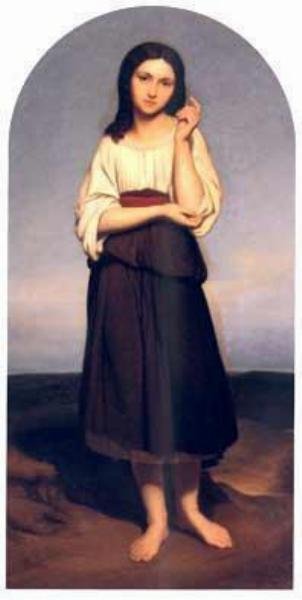
迷娘，谢佛尔作品，1836年（多德雷赫美术馆）

托马一生创作20余部歌剧，其中以《迷娘》与《哈姆雷特》著称于世。《哈姆雷特》是托马最成功的歌剧创作，完成于1868年，是他所有流传于后世的歌剧作品中最长盛不衰的一部。昂布鲁瓦为了使莎士比亚的名剧符合19世纪法式歌剧的演出风格，删节了剧中很多重要角色与章节，堪称歌剧史上独一无二的作品。